# Bettelflugzeit
|  | Dieser Artikel wurde aufgrund von formalen oder inhaltlichen Mängeln in der Qualitätssicherung Biologie zur Verbesserung eingetragen. Dies geschieht, um die Qualität der Biologie-Artikel auf ein akzeptables Niveau zu bringen. Bitte hilf mit, diesen Artikel zu verbessern! Artikel, die nicht signifikant verbessert werden, können gegebenenfalls gelöscht werden. Lies dazu auch die näheren Informationen in den Mindestanforderungen an Biologie-Artikel. Begründung: Kein Artikel. SLA oder Ausbau. Begriff scheint bekannt zu sein. --Schnabeltassentier (Diskussion) 13:06, 14. Mär. 2017 (CET) |

Bettelflugzeit oder auch Bettelflugperiode und Bettelflugphase bezeichnet bei Greifvögeln die Phase nach dem Verlassen des Nestes, in der die Jungtiere unter Aufsicht der Eltern verschiedene Fähigkeiten wie unter anderem Beutefang entwickeln und trainieren. Da die Jungvögel in dieser Entwicklungsphase noch nicht in ausreichendem Maß für ihr Futter sorgen können, fliegen sie mit Geschrei den Alttieren nach und werden von diesen mit Nahrung versorgt.